# زوروولد
زوروولد (به آلمانی: Surwold) یک شهر در آلمان است که در امسلاند واقع شده‌است. زوروولد ۴٬۳۸۵ نفر جمعیت دارد.